# Bellorchestia quoyana
Bellorchestia quoyana is een vlokreeftensoort uit de familie van de Talitridae. De wetenschappelijke naam van de soort werd in 1840 voor het eerst geldig gepubliceerd in 1840 door Henri Milne-Edwards.